# Rotrou de Warwick
Pour les articles homonymes, voir Warwick.
Rotrou de Warwick ou Rotrou de Beaumont (Rotrocus de Guaeuico) († 26 novembre 1183), est évêque d'Évreux (1139-1165) puis archevêque de Rouen à partir de 1165.

## Famille
Rotrou est le fils d'Henri de Beaumont, 1er comte de Warwick, et de Marguerite, fille de Geoffroy II du Perche et sœur de Rotrou, comte du Perche. Il est un parent proche des rois d'Aragon et de Sicile, des comtes de Leicester et de Warwick, frère du sénéchal de Normandie Robert de Neubourg.

## Biographie
Moine de la Charité-sur-Loire, il est l'élève de Gilbert de la Porrée.
Archidiacre de la cathédrale de Rouen, il succède à Audin de Bayeux en 1139 et dédicace la même année l'église de l'abbaye de Grestain, celle de l'abbaye Notre-Dame-de-la-Noë en 1144 et celle de l'abbaye de Montebourg en 1162.
En 1147, il administre, en l'absence d'Arnoul parti pour la croisade, l'évêché de Lisieux en même temps que celui d'Évreux. L'année suivante, il est cité comme témoin de Gilbert de la Porrée lors du concile de Paris.
En 1155, Rotrou va à Rome en qualité d'ambassadeur des rois de France et d'Angleterre auprès du pape.
Chief Justiciar et intendant de Normandie, il se trouve jusqu'à sa mort parmi les personnes les plus fréquemment présentes autour du roi Henri II.
Durant son épiscopat, il institue l'office de sacriste qu'il confie au chanoine Herbert. Les charges déléguées sont la garde du cimetière, l'entretien des ornements liturgiques et du luminaire, l'approvisionnement en cire, huile à brûler et vin de messe. Rotrou se réserve les relations avec les différents corps de métier, chargé de la cathédrale (verrier, charpentier, maçon, forgeron).
À la suite de la mort d'Hugues III d'Amiens en 1164, il est élevé à l'archiépiscopat de Rouen en 1165. Il semble toutefois administrer l'évêché d'Évreux jusqu'à l'élection de son remplaçant en 1170. En 1178, il consacre l'église de l'abbaye Sainte-Trinité de Lessay.
Il entreprend sur la cathédrale de Rouen une campagne de travaux et dote la cathédrale de nouveaux portails, Saint-Jean et Saint-Étienne, probablement achevés en 1179. Ces deux portails des bas-côtés sont d'un style gothique primitif (se rapprochant encore du style roman).
Il meurt en 1183 et est inhumé du côté droit de la chapelle Saint-Pierre et Saint-Paul de la cathédrale de Rouen. Gautier de Coutances lui succède à l'archevêché.

## Héraldique
Ses armes sont : échiqueté d'or et d'azur à un chevron d'hermines.

## Source
- (en) Cet article est partiellement ou en totalité issu de l’article de Wikipédia en anglais intitulé « Rotrou (Archbishop of Rouen) » (voir la liste des auteurs).